# Coudenou
Le coudenou est un boudin blanc préparé à partir de viande de porc. C'est une spécialité charcutière originaire de la ville de Mazamet (Tarn).

## Préparation
Comme les autres boudins blancs, le coudenou se compose d'une farce blanche embossée dans un boyau de porc ou de bœuf, l'ensemble étant poché à l'eau. Toutefois, la farce du coudenou est composée à part égales de couennes de porc hachées et d'une panade d'œufs, ce qui lui confère une texture plus croquante que d'autres boudins blancs,.